# Гимн Краснодара
Гимн Краснодара («Славься, славься, город величавый») утвержден решением городской Думы Краснодара 23 сентября 2003 года в бытность мэра Николая Приза.

## Текстгимна
Славься, славься, город величавый!

Ты казачью честь не урони.

В грозный час тревоги и печали

Матушку-Россию сохрани.

Припев:
Ты как сердце русское открытый,

Ты для нас как дивный божий дар,

Ты — наш хлеб насущный и молитва,

Ты душа Кубани, Краснодар! 

Величать тебя мы не устанем.

Сотворим великие дела.

Над столицей солнечной Кубани

Каждый день звонят колокола.

Припев. 

Мы сегодня будущее строим,

Чтим наказы дедов и отцов.

И не зря наш город удостоен

Чести быть средь лучших городов.

Припев.

## История
Стихи к гимну написал поэт Сергей Хохлов, а музыку руководитель Кубанского казачьего хора Виктор Захарченко. Этот творческий дуэт был признан победителем специального конкурса, устроенного муниципальными властями в канун Дня города.
В 2003 году конкурс на лучший гимн проходил в течение нескольких месяцев, и отборочная комиссия долго не могла сделать выбор из-за слабых текстов. Вот самые курьезные зачины предлагавшихся вариантов: «Город-труженик, город-мыслитель, Краснодар — наш домашний уют» или «Над степью века проплывают, герои уходят в гранит» или «Как же мы с тобой раскраснодарились»…